# Ángel Somalo
Ángel Somalo Paricio (Pastrana, 16 de octubre de 1896 - Valencia, 18 de febrero de 1976) fue un militar y jinete español.
Ganó el Gran Premio del Concurso de Saltos Internacional de Barcelona en 1932, 1935 y 1936, y el de Madrid en 1932.

## Participaciones en Juegos Olímpicos
- Ámsterdam 1928, con "Royal".